# Hrvatska na ZOI 2022.
Hrvatska je nastupila na Zimskim olimpijskim igrama u Pekingu 2022. godine.

## Popis hrvatskih reprezentativaca na ZOI 2022.
Hrvatsku je na ZOI 2022. godine predstavljalo 6 natjecatelja.